# Décès en 1295
Décès
- 1291
- 1292
- 1293
- 1294
- 1295
- 1296
- 1297
- 1298
- 1299

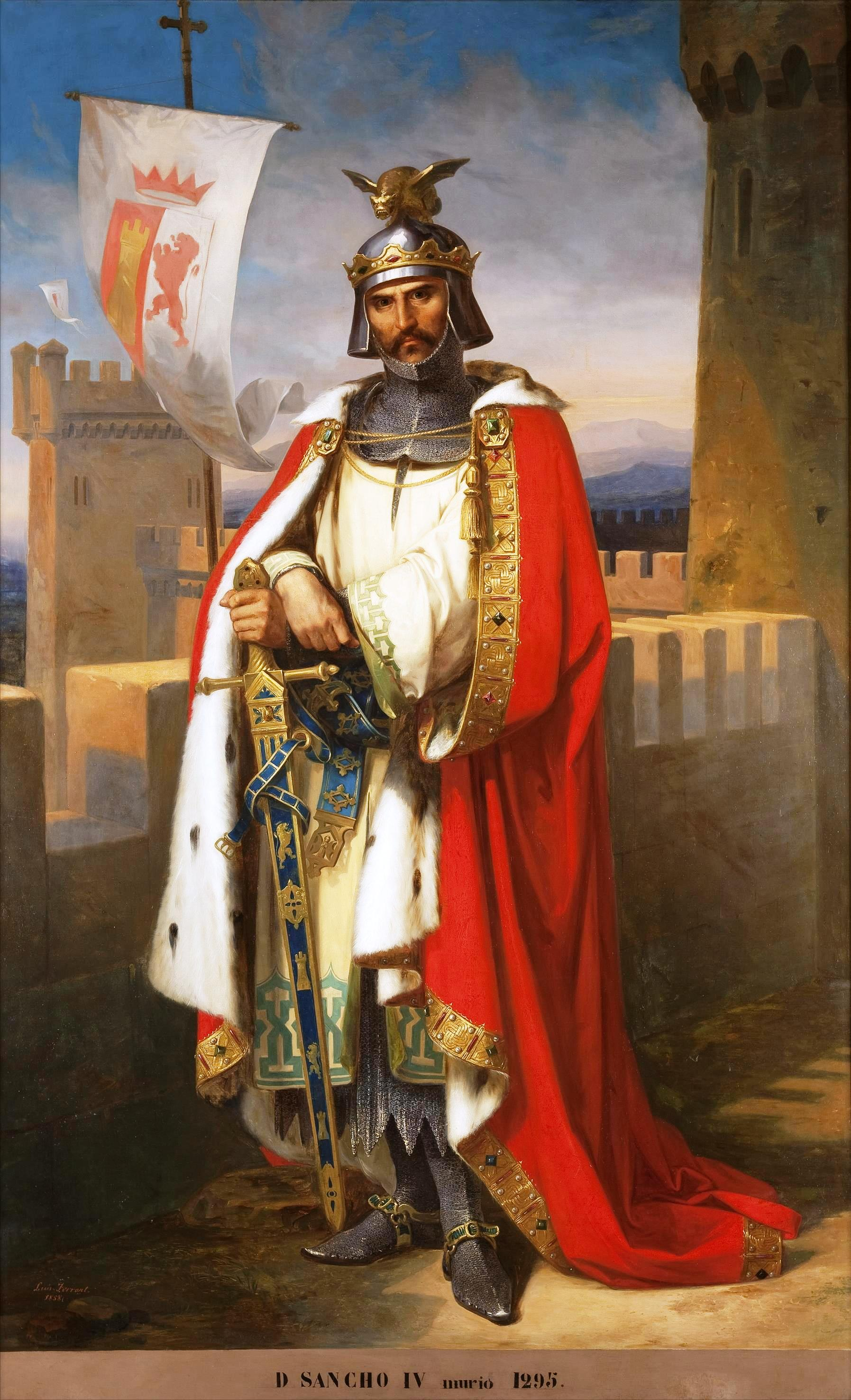
Sanche IV de Castille, mort en 1295.

Cette page dresse une liste de personnalités mortes au cours de l'année 1295 :
- 22 février : Giovanni Castrocoeli, archevêque  de Bénévent, administrateur de Sant'Agata dei Goti et cardinal italien.
- 24 mars : Ghaykhatou, prince mongol descendant de Gengis Khan, membre de la dynastie des Houlagides, est le cinquième ilkhan de Perse.
- 25 avril : Sanche IV de Castille, dit Sanche le Brave, roi de Castille et de León.
- 28 mai : Barnim II de Poméranie, co-duc de Poméranie occidentale (Szczecin).
- entre le 23 juillet et le 1er août : Pietro Peregrosso, cardinal italien.
- 8 août : Otton Visconti, archevêque de Milan qui prend une part active aux querelles politiques qui déchirent le Nord de l'Italie.
- 12 août : Charles Martel de Hongrie, roi titulaire de Hongrie.
- 22 août : Guy VIII de Laval, seigneur de Laval, de Châtillon-en-Vendelais, de Loué, d'Olivet, d'Aubigné, baron de Vitré et comte de Caserte dans la Terre de Labour.
- 7 septembre : Guillaume Ferrières, cardinal français.
- 7 décembre : Gilbert de Clare (7e comte de Gloucester) et comte de Hertford.
- 20 décembre : Marguerite de Provence, reine de France, veuve de Saint-Louis.

- Al-Muzaffar Yusuf Ier,  sultan du Yémen.
- Rodolphe II de Bade-Bade, co-margrave de Bade-Bade.
- Baïdou, prince mongol descendant de Gengis Khan, membre de la dynastie des Houlagides, sixième ilkhan de Perse.
- Robert de Bruce (5e lord d'Annandale), prétendant au trône d'Écosse.
- Thaddée de Florence, médecin italien, professeur de médecine à l'université de Bologne.
- Jean de Galles, franciscain, philosophe et théologien gallois.
- Meinhard de Goritz, comte de Tyrol et duc de Carinthie.
- Nicolas de Gorron, prieur du couvent des dominicains de la rue Saint-Jacques à Paris, confesseur de Philippe le Bel.
- Clémence de Habsbourg, reine titulaire consort de Hongrie.
- Basile de Riazan, évêque et saint vénéré par les Églises orthodoxes.
- Ruggeri Ubaldini, archevêque de Pise.
- Zhao Mengjian, peintre chinois.

## Crédit d'auteurs
- Cet article est partiellement ou en totalité issu de l'article intitulé « 1295 » (voir la liste des auteurs).